# Felix von Winiwarter

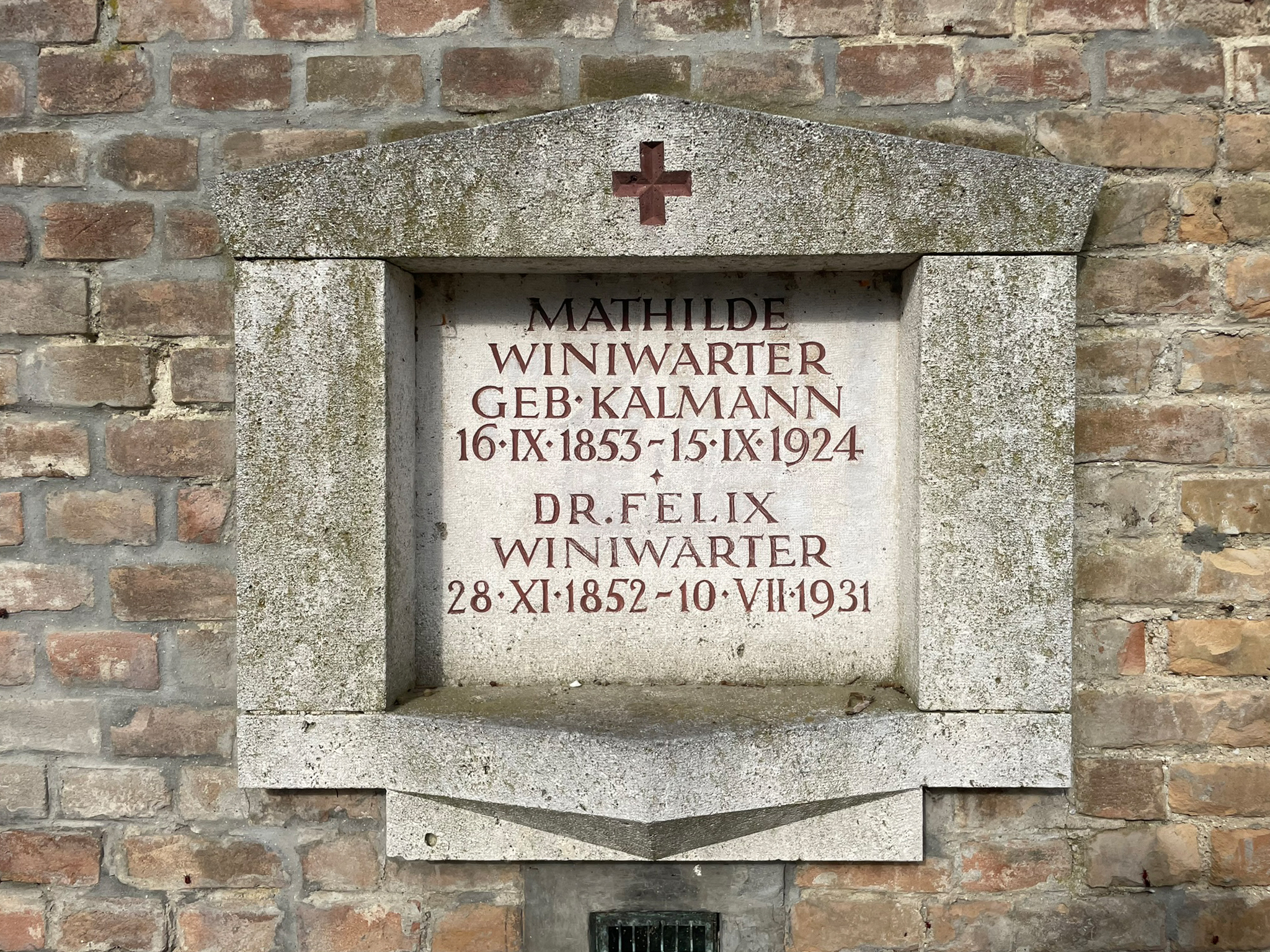
Grabstätte am Friedhof Hollabrunn

Felix von Winiwarter (* 28. November 1852 in Wien; † 10. Juli 1931 in Hollabrunn, Niederösterreich) war ein österreichischer Arzt. Mit seinem Namen ist die Thrombangiitis obliterans (Winiwarter-Buerger-Syndrom) verbunden.

## Familie
Felix von Winiwarter war der Sohn von Joseph von Winiwarter und dessen Ehefrau Helene geborene Bach. Er war der jüngere Bruder von Alexander von Winiwarter und Cousin von Natalie Bauer-Lechner. Sein Großvater war der Jurist und Hochschullehrer Joseph von Winiwarter.

## Ausbildung und Beruf
Noch während seiner Studienzeit in Wien erschien seine Arbeit über den Gefäßwiderstand im Normal- bzw. Entzündungszustand. Nach Abschluss des Medizinstudiums an der Universität Wien wurde er hier 1876 promoviert. Es folgte eine kurze Tätigkeit an der Klinik von Bamberger, dann arbeitete Winiwarter bis 1879 als chirurgischer Assistent (wie schon sein Bruder Alexander) bei Theodor Billroth an der chirurgischen Universitätsklinik in Wien. 
Nach der Assistentenzeit bei Billroth war Winiwarter bis 1881 als Sekundararzt bei Leopold von Dittel beschäftigt. Anschließend übernahm er die Funktion eines Klinikdirektors in Hollabrunn. Dort blieb er bis zu seinem Tod. Da er entweder kein Interesse an wissenschaftlicher Arbeit entwickelte, oder eine entsprechende Gelegenheit fehlte, entstanden kaum weitere wissenschaftliche Beiträge seit 1881.
Felix von Winiwarter ist am Friedhof in Hollabrunn begraben.

Titelseite der Erstbeschreibung

## Leistung
Die klassische Fallbeschreibung der Thrombangiitis obliterans entstand während seiner Assistentenzeit bei Billroth in Wien. Er beschrieb beispielhaft einen Fall von Endarteriitis obliterans, deren pathologischer Hauptbefund Gefäßverschlüsse durch endotheliale Wucherung im Intimabereich darstellen und wies auch auf eine Beteiligung venöser Gefäße hin (Endophlebitis).

Querschnitt durch die komplett durch einen Thrombus verschlossene Gefäßöffnung der hinteren Schienbeinarterie

„Der Process, wie ich ihn hier an Arterien und Venen beschrieben habe, besteht also seinem Wesen nach in einer Wucherung der Intima, welche besonders dadurch charakterisirt ist, dass sie gleichmässig gegen das Innere des Lumens fortschreitet, dasselbe verengt und dass sie keine retrograden Metamorphosen eingeht, sondern schliesslich zur Bildung einer das Lumen obliterirenden zellreichen Fasermasse führt. (…) Der Process, wie ich ihn hier beschrieben habe, könnte als Arteriitis obliterans, ein Name, den Friedländer für seine an kleinen und kleinsten Gefässen beobachtete, von den Endothelien derselben ausgehende Wucherung gebraucht hat, bezeichnet werden.“ Felix von Winiwarter 1879

## Werke
- Der Widerstand der Gefässwände im normalen Zustande und während der Entzündung. 1873
- Die Chylusgefässe des Kaninchens. Wien 1876
- Ueber eine eigenthümliche Form der Endarteriitis und Endophlebitis mit Gangrän des Fusses. Arch Klin Chir 23 (1879) 202